# 藤原惟方
藤原 惟方（ふじわら の これかた）は、平安時代後期の公卿。藤原北家勧修寺流葉室家、権中納言・藤原顕頼の次男。粟田口別当とも。官位は従三位・参議。

## 経歴
永治元年（1141年）皇后宮権大進として美福門院に仕え、同年に美福門院の分国である越前国の国司（越前守）に任ぜられたのを皮切りに、丹波守・遠江守と国司を歴任する。
久寿2年（1155年）美福門院の養子で、惟方の乳兄弟にあたる守仁親王（のち二条天皇）の立太子に伴って春宮大進に任ぜられると、その後は順調に昇進し、翌保元元年（1156年）には後白河天皇の五位蔵人に任ぜられ、左衛門権佐・権右中弁を兼ね、三事兼帯の栄誉に浴する。さらに、保元3年（1158年）には蔵人頭、次いで二条天皇の即位に伴い参議に任ぜられる。二条天皇即位後は大炊御門経宗らと共に天皇親政派を組織し、後白河上皇院政派の中心人物である信西と対立、その一方で院政派ながら同様に信西と反目していた甥（姉妹の子）の藤原信頼と接近する。
これらの経緯により、平治元年（1159年）の平治の乱においては、当初は藤原信頼や源義朝らと共に内裏を占拠、信西を殺害して気勢を上げる。だが、信頼の器量に不信感を抱く兄・光頼の戒めもあって、程なくして信頼からの離反を決意。経宗や妻の兄弟・藤原尹明らと共謀し、信頼によって内裏に監禁されていた二条天皇を女装させた上で平清盛の六波羅邸まで付き添って脱出させ、戦局の行方を決定的なものにした。
平治の乱における功績や、院政派の実力者信西の死去により、乱後天皇親政派は一時的に権勢を得るが、かねてより対立関係にあった後白河上皇によって次第に政治生命を狙われることとなる。惟方は大炊御門経宗と共に、天皇親政を実現するための方策として、永暦元年（1160年）には、上皇が好んで市井の様子を眺めていた、御在所である藤原顕長邸の桟敷を強引に封鎖したことから、上皇は激怒し、上皇の命を受けた平清盛に遣わされた郎党忠景・源為長によって2月20日に経宗と共に逮捕される。上皇は二人を面前に引き据えて拷問した上、惟方を長門国、経宗を阿波国にそれぞれ流罪とした。惟方は3月11日配流される日に出家し、法名を寂信と称している。
6年後の仁安元年（1166年）3月29日に赦免、召還されたが、二度と中央政界に返り咲くことはなかった。晩年は和歌の道に安らぎを見出し、穏やかに過ごしたとされている。歌集に『粟田口別当入道集』がある。

## 説話
平治の乱後に配流となった人々が、次第に都に召還されていく中で、惟方はいつ赦されるかわからないまま過ごしていたが、配所から都に対して女房へことづけて「この瀬にも沈むと聞けば涙川 流れしよりもぬるる袖かな 」という歌を詠んだ。この歌を聞いた後白河法皇は哀れんで、惟方を赦免し都に召還したという。

## 官歴
『公卿補任』による。
- 時期不詳：院判官代
- 保延2年（1136年） 正月27日：六位蔵人。4月7日：従五位下（祭除目次、蔵人）
- 永治元年（1141年） 12月2日：越前守。12月27日：兼皇后宮権大進（皇后・藤原得子）
- 康治2年（1143年） 正月3日：従五位上（朝覲行幸賞、皇后宮権大進）。8月6日：正五位下（修造蓮華王院賞）
- 天養元年（1144年） 12月30日：丹波守
- 久安5年（1149年） 4月9日：遠江守。8月3日：止権大進（依院号也）
- 仁平元年（1151年） 2月2日：兼勘解由次官
- 久寿2年（1155年） 2月25日：兼右衛門権佐、検非違使宣旨。9月23日：兼春宮大進（春宮・守仁親王）
- 久寿3年（1156年） 4月6日：兼権右少弁。5月26日：辞遠江守（以男惟綱申任尾張守）。9月17日：権右中弁、左衛門権佐。閏9月14日：五位蔵人（三事兼帯）
- 保元2年（1157年） 3月26日：辞大進（以男為頼申任権大進）。5月17日：従四位下（白河院去永久5年未給）。8月21日：右中弁。10月22日：従四位上（造宮行事弁）
- 保元3年（1158年）正月6日：正四位下（男摂津守惟定造宮賞、越左中弁資長）。2月21日：蔵人頭、辞右中弁。4月2日：右兵衛督。8月10日：参議、右兵衛督如元。11月26日：兼左兵衛督
- 保元4年（1159年） 正月2日：従三位（行幸院、別当）。正月29日：兼出雲権守。10月10日：兼検非違使別当
- 永暦元年（1160年） 2月28日：解官（去20日有事）。3月11日：配流長門国、即日出家
- 仁安元年（1166年） 3月29日：赦免

## 系譜
- 父：藤原顕頼
- 母：藤原俊子（藤原俊忠の娘） - 二条天皇乳母
  - 同母兄：藤原光頼
  - 同母弟：藤原成頼
- 妻：藤原信輔の娘
  - 男子：藤原惟定
- 妻：藤原知通の娘
  - 男子：藤原為頼
  - 男子：藤原惟基（?-1182）
- 妻：源師経の娘
  - 男子：成宝（1159-1228）
- 生母不明の子女
  - 男子：藤原惟綱（または惟経）
  - 男子：藤原惟頼
  - 男子：寛宝
  - 男子：全快
  - 女子：藤原信説室
  - 女子：右兵衛佐光実室
  - 女子：左右衛門督局 - 官仕院女房
  - 女子：藤原頼子（別当三位） - 藤原宗頼室、昇子内親王（春華門院）の乳母、従三位
  - 女子：源清信室
  - 女子：藤原経通室

## 関連作品
テレビドラマ
- 『新・平家物語』（1972年、NHK大河ドラマ、演：金内吉男）
- 『平清盛』（2012年、NHK大河ドラマ、演：矢柴俊博→野間口徹）